# Adaptive Public License
Adaptive Public License (アダプティブ・パブリック・ライセンス、APL)は、ビクトリア大学により作成されたオープンソースのライセンスである。ライセンスの一部はコピーレフトであり、オープンソース・イニシアティブによって承認されたテンプレートのライセンスである。
あるプロジェクトの初期寄与者 (Initial Contributor)は、ライセンスのテンプレートから以下に挙げる選択肢を選ぶことによってライセンスの条件を設立することになる。すなわち、
- 特許の権利を譲渡するか否か。
- ソフトウェアの支配権に関する管理。
- ソフトウェアの制限的な帰属と条項の追加。
- ソースコードに変更を加える義務を負わせる以前に、そのソースコードを配布できる範囲。
- ソースコードの変更点が文書化される程度。

## APLのライセンス下にあるソフトウェア
- Mamook : ウェブベースの求職ソフトウェア